# Владислав Тодоровић
Владислав Шиља Тодоровић (Крушевац, 1933 — Београд, 6. фебруар 1988) био је српски сликар.

## Биографија
Завршио је 1959. године Академију ликовних уметности у Београду у класи проф. Недељка Гвозденовића. На истој Академији је 1961. похађао и Специјални течај.
На студијским путовањима боравио је у Италији и Француској.
Излаже од 1960. године. Учествовао је на бројним колективним изложбама у земљи и иностранству.

## Сликарство
Владислав Шиља Тодоровић био је припадник друге, младе генерације енформел сликара који су заправо у уметнички живот и ступили са тим радикалним сликарским праксама. Део њихове креативне енергије био је окренут према високом, или позном модернизму српског сликарства на прелазу између шесте и седме деценије прожлог века које су они сматрали последњим остатком још увек доминантног „социјалистичког естетизма“, оном сликовном поетиком која више није имала непосредног контакта са властитим временом. Ликовна критика је одмах препознала посебан поступак сликања Владислава Тодоровића те је он био увршћен у неке од најважнијих изложби које су почетком шездесетих обележиле тај тренутак у уметности. И његови самостални наступи потврђивали су то место које му је рецепција пластичке уметности дала. Тодоровићеви радови су означени као „структурално сликарство“ због своје рељефности која је настала и због унетих несликарских материјала: песка, жице, стакла, и др., али и због самог начина „сликања“ када је он гребао, дерао, отискивао тврде предмете по њеној површини. На београдској сликарској сцени Владислав Шиља Тодоровић је изградио један аутентичан пластички свет који и данас стоји као јасан и убедљив показатељ свог времена општедруштвених, али и сликарских драма.

## Самосталне изложбе
- 1961. Музеј примењене уметности, Београд
- 1963. Галерија Културног центра Београда, Београд
- 1964. Галерија Коларчевог народног универзитета, Београд
- 1965. Галерија Графички колектив, Београд
- 1966. Трибина младих, Нови Сад
- 1967. Мала галерија, Ниш
- 1968. Салон Музеја савремене уметности, Београд
- 1972. Ликовна галерија Културног центра, Београд
- 1973. Галерија '73, Београд
- 1973—1974. Галерија Коларчевог народног универзитета, Београд
- 1978. Ликовна Галерија Културног центра Београда, Београд
- 1985. Галерија Сопоћанска виђења, Нови Пазар
- 1986. Ликовна галерија Културног центра Београда, Београд
- 1995. Галерија УЛУС, Београд
- 2010. Ликовна галерија Културног центра Београда, Београд
- 2013 "Шиља пријатељима, пријатељи Шиљи",Основна школа "Лазар Саватић" Земун, Београд